# Quixabeira
Quixabeira là một đô thị thuộc bang Bahia, Brasil. Đô thị này có diện tích 368,017 km², dân số năm 2007 là 9117 người, mật độ 24,77 người/km².